# Serbische Unihockeynationalmannschaft
Die serbische Unihockeynationalmannschaft repräsentiert Serbien bei Länderspielen und internationalen Turnieren in der Sportart Unihockey (auch bekannt als Floorball).
Der nationale Floorballverband Serbiens wurde 2007 gegründet und in den Weltverband IFF aufgenommen. 2008 und 2010 nahm Serbien bislang an Weltmeisterschaften teil und belegte dabei die Ränge 26 und 27. 2012 verpasste die Mannschaft knapp die Qualifikation zur A-Weltmeisterschaft, dem WM-Turnier der besten 16 Mannschaften.

## Platzierungen

### Weltmeisterschaften
| WM   | Austragungsort(e)  | Platz              |
| ---- | ------------------ | ------------------ |
| 2008 | Ostrava, Prag      | nicht qualifiziert |
| 2010 | Helsinki, Vantaa   | nicht qualifiziert |
| 2012 | Zürich, Bern       | nicht qualifiziert |
| 2014 | Göteborg           | nicht qualifiziert |
| 2016 | Riga               | nicht qualifiziert |
| 2018 | Prag               | nicht teilgenommen |
| 2021 | Helsinki           | nicht teilgenommen |
| 2022 | Zürich, Winterthur | nicht teilgenommen |